# Jan Koukal (Squashspieler)
Jan Koukal (* 20. Juni 1983 in Prag) ist ein ehemaliger tschechischer Squashspieler.

## Karriere
Jan Koukal begann 2004 seine Karriere auf der PSA World Tour, auf der er 34 Titel gewann und in 25 weiteren Finals stand. Im Januar 2005 erreichte er Platz 39 in der Weltrangliste seine beste Platzierung. Mit seinem Titelgewinn in Château-Arnoux im Juli 2015 wurde er der erste Spieler, der in zwölf aufeinanderfolgenden Jahren immer mindestens einen Titel gewann. Im Juni 2016 steigerte er diesen Rekord mit einem Turniersieg in Gibraltar.
Seine Trainer waren Michael Fiteni und Antonin Felfel. Der tschechischen Nationalmannschaft gehörte er ab seinem Profidebüt als Stammspieler an. Mit dieser nahm er 2003 an der Weltmeisterschaft teil. Darüber hinaus gehörte er mehr als zehnmal zum tschechischen Kader bei Europameisterschaften. Den größten Erfolg feierte er in der Saison 2005, als er in seiner Geburtsstadt Prag ins Finale der Europameisterschaft einzog. Dort unterlag er deutlich Grégory Gaultier. Jan Koukal ist 18-facher tschechischer Meister.

## Erfolge
- Vizeeuropameister: 2005
- Gewonnene PSA-Titel: 34
- Tschechischer Meister: 18 Titel (1999–2008, 2010–2017)